# Phillip Reed
Pour les articles homonymes, voir Reed.
Phillip Reed est un acteur américain, né à New York le 25 mars 1908, et mort à Los Angeles (Californie), le 7 décembre 1996.

## Filmographie partielle
- 1933 : Sa douce maison (The House on 56th Street) de Robert Florey : Freddy
- 1933 : Female de Michael Curtiz : Freddie Claybourne
- 1934 : Les Pirates de la mode (Fashions of 1934) de William Dieterle : Jimmy Blake
- 1934 : Agent britannique (British Agent) de Michael Curtiz
- 1934 : Jimmy the Gent de Michael Curtiz : Ronny Gatson
- 1934 : Fascination (Glamour) de William Wyler
- 1934 : Journal of a Crime de William Keighley : Jeune homme à la soirée
- 1934 : L'Ombre du passé (Registered Nurse) de Robert Florey
- 1934 : A Lost Lady de Alfred E. Green : Ned Montgomery
- 1934 : Affairs of a Gentleman de Edwin L. Marin : Carter Vaughn
- 1935 : Une femme dans la rue (The Girl from 10th Avenue) de Alfred E. Green : Tony Hewlett
- 1935 : The Case of the Curious Bride de Michael Curtiz : Dr. Claude Millbeck
- 1935 : La Dame en rouge (The Woman in Red) de Robert Florey : Dan McCall
- 1936 : Annie du Klondike (Klondike Annie) de Raoul Walsh : Inspecteur Jack Forrest
- 1938 : Madame et son clochard (Merrily We Live) de Norman Z. McLeod : Herbert Wheeler
- 1941 : Aloma, princesse des îles (Aloma of the South Seas) de Alfred Santell : Revo
- 1943 : L'Impossible Amour (Old Acquaintance) de Vincent Sherman : Lucian Grant
- 1946 : Hot Cargo de Lew Landers : Chris Bigelow
- 1946 : People Are Funny de Sam White (en) : John Guedel
- 1947 : Meurtre en musique (Song of the Thin Man) de Edward Buzzell : Tommy Edlon Drake
- 1947 : Schéhérazade (Song of Scheherazade) de Walter Reisch : Prince Mischetsky
- 1948 : Bodyguard de Richard Fleischer : Freddie Dysen
- 1950 : Tripoli de Will Price : Hamet Karamanly
- 1953 : Jeunes Mariés de Gilles Grangier
- 1953 : Take Me to Town de Douglas Sirk
- 1955 : La Fille sur la balançoire (The Girl on the Red Velvet Swing) de Richard Fleischer : Robert Collier
- 1957 : La Robe déchirée (The Tattered Dress) de Jack Arnold  : Michael Reston